# 병한
병한(邴漢, ? ~ ?)은 전한 말기의 관료로, 자는 유군(游君)이며 낭야군 사람이다. 청렴함으로 명성을 떨쳤다.

## 생애
수화 2년(기원전 7년), 광록대부에서 경조윤으로 전임되었으나 몇 달 후 병으로 물러나고 중대부(中大夫)가 되었다.
원시 2년(2년), 태중대부(太中大夫) 병한은 광록대부 공승과 함께 연로함을 이유로 은퇴를 청원하였다. 왕망은 둘을 위하여 많은 재화를 딸려 보내주었고, 아들들은 낭(郞)으로 제수하였다.
병한과 공승은 고향으로 돌아가 여생을 보냈다. 병한의 형의 아들 병단 또한 6백 석이 넘는 봉록을 받는 관직은 사양하였고 훗날 스스로 사퇴하였으니, 이 명성은 모두 병한에게서 비롯한 것이었다.

## 출전
- 반고, 《한서》 권19하 백관공경표 下·권72 왕공양공포전

| 전임 주박 | 전한의 경조윤 기원전 7년 | 후임 왕가 |